# Igék földje – A vas birodalma
Az Igék földje – A vas birodalma (Близится утро) Szergej Lukjanyenko alternatív történelmi, fantasy regénye, Az Ég fürkészei-sorozat 2. része.

## Történet
|  | Alább a cselekmény részletei következnek! |

Ilmar börtönbe kerül, mert fedezi barátai menekülését. A szerzetesek elfogják, és elviszik az Urbisba, ahol az Egyház vezetője beszélget el vele négyszemközt, majd elrendeli a tolvaj megbüntetését. Ilmar megkérdezi, vajon Marcus az új Üdvözítő – a Megváltó – vagy a Kárhozatos – a hamis Messiás? A foglyot a kihallgatás után a börtönben egy föld alatti üregbe helyezik. Hamarosan azonban a tolvajnak sikerül innen elmenekülnie, Jens, a börtön egyik őre is vele tart. Ilmar, a vele menekült őrrel együtt, ismét Jean orvoshoz utazik, tőle kér segítséget, hogy merre keresse a barátait. Az orvos osztja a tolvaj kétségeit Marcus iránt, és azt javasolja, hogy keresse őt az Oszmán Birodalomban, a Júdeához vezető úton. 
Jenssel együtt az orvos szintén odautazik, míg Ilmar tovább folytatja az utazását barátjával, a korábbi légjáróval, Antoine-nal. Ilmar és Antoine útközben összetalálkozik Gerard püspökkel, akit szintén érdekel a herceg sorsa, így nem fogatja el az álruhában utazókat. A főpap úgy véli, hogy elképzelhető: Marcus valószínűleg Aquinicumban található, ahol Arnolddal és a társaival rejtőzik. A magori nagyvárosban Péter csatlakozik hozzájuk, aki segít nekik a keresésben, miután Gerard püspök – csodával határos módon – meggyógyította a férfit halálos betegségéből. Arnold rokonai azonban elárulják őket az Őrségnek, így a szökevények kénytelenek elfogadni az orosz kém, Farid Komarov ajánlatát. Csempészek által használt titkos alagutakon és katakombákon keresztül menekülnek el a városból. Gerard egyik szerzetes testőre szintén csatlakozik a csoporthoz. 
A föld alatt robbanásokat észlelnek, ugyanis közben a katonáknak parancsot adtak a korábban használt kőfejtők feljáratában lévő régi aknák felrobbantására. A lehulló sziklák elzárják az utat, így Marcus, Ilmar és Hélène egy szűk aknába szorul, lemaradnak a csoporttól. Ám Marcus több alkalommal is bizonyítva erejét segít, így hamarosan elérik a Birodalom határát. Oszmán földön találkoznak a többiekkel, és Júdea felé veszik az irányt. A birodalmi és muszka csapatok együtt keresik a menekülteket. Az üldöztetés az Oszmán Birodalom területén folytatódik. Két suhanó segítségével a hősöknek majdnem sikerül Júdeába repülniük, ám a parthoz közel a tengerbe esnek. A hajóskapitány, aki felvette őket, látta, hogy korábban Marcus eltüntetett egy hatalmas hullámot, ami elnyeléssel fenyegette a vízben lévőket, ezért megtér, és csatlakozik a csoporthoz. Így Marcusot, mint kétezer évvel ezelőtt az Üdvözítőt, 12 ember kíséri. A birodalmi és a muszka katonák elérik a hegyet, ahol az Üdvözítő egykor döntött a sorsáról. 
Marcusnak sikerül visszaadnia a vas egy részét a Hidegből, a katonák leborulnak ennek hatására. Ilmar úgy érzi, hogy a fiú hamarosan uralkodni fog az emberekben. A tolvaj azonban nem látja benne az új Messiást, ezért elhagyja a társait, és a tenger felé indul.
|  | Itt a vége a cselekmény részletezésének! |

## Főszereplők
- Angolna Ilmar, mestertolvaj, jóképű kalandor, kincsvadász, de mélyen vallásos, hű követője a Nővérnek
- Marc, (Marcus) a császári ház szökött hercege
- Hélène, az Éjszakai Boszorkány, grófnő, kiváló pilóta
- Gerard püspök, csodákra képes gyógyító
- Antoine, idős pilóta
- Jean, Bagdad grófja, remete életű öreg orvos
- Arnold, az Őrség korábbi tisztje
- Louisa nővér: egy apácakolostor vezetője
- Farid Komarov, orosz báró és hírszerző ügynök

## Az Univerzum
Ebben az alternatív világban Józsefnek nem sikerült elrejtenie Jézust Heródes királytól, aki csecsemők meggyilkolását rendelte el. Így a Megváltó eljövetele nem történt meg. Az emberi történelem természetesen másképpen folytatódott.
Az Úr mostohafiául fogadott egy másik ifjút, és birtokába adta az Igét, egy varázsszót, amivel csodákat tehetett. Tanításainak és varázshatalmának köszönhetően az Üdvözítő a Római Birodalom császára lett, és immár a trónról próbálta elérni az emberiség megváltását. Az Üdvözítő lehetővé tette az emberek számára, hogy anyagi tárgyakat tároljanak a Hidegben, egyfajta párhuzamos térben. Itt minden élettelen tárgyat el lehetett helyezni a nekik adott szó segítségével Ebben az esetben az ember képességei a birtokában lévő Szó erejétől függtek. A Hideg ideális tárolóhelynek bizonyult, mivel szinte lehetetlen volt valamit ellopni onnan, anélkül, hogy megismerte volna valaki más titkos szavát, és hogy pontosan mit tárolnak ott. A benne lévő tárgyak mérete nem volt a szokásos méretű és tömegű, és tárolás közben sem változtak; bármilyen tárgy gyorsan elrejthető vagy bárhová elvihető lett. Ezt követően az Üdvözítő eltűnt a világból egy párhuzamos dimenzióba, melyet az Ige segítségével nyitott meg. Elküldte a Hidegbe a világ összes feldolgozott vasát, és ennek a fémnek az összes ismert változatát.

## Magyarul
- Szergej Lukjanyenko: Igék földje. A vas birodalma; ford. Weisz Györgyi; Metropolis Media, Bp., 2014 (Galaktika fantasztikus könyvek) ISBN 978-615-5158-59-9